# Bobby Despotovski
Bobby Despotovski (Perth, Australia, 14 de julio de 1971) es un exfutbolista y entrenador de fútbol de Australia que jugaba en la posición de delantero centro.

## Carrera

### Club
| Periodo   | Club                   |
| --------- | ---------------------- |
| 1989-1993 | FK Dinamo Pančevo      |
| 1994      | Floreat Athena FC      |
| 1994-1995 | Heidelberg United      |
| 1995–1996 | Morwell Falcons        |
| 1996      | Melbourne Warriors     |
| 1996–2004 | Perth Glory            |
| 2004–2005 | Bonnyrigg White Eagles |
| 2005      | Inglewood United       |
| 2005–2007 | Perth Glory            |
| 2007–2008 | Inglewood United       |

### Selección nacional
Despotovski jugó para Australia en 4 ocasiones, tres de esos partidos fueron en la Copa de las Naciones de la OFC 2002 donde anotó cinco goles.
| N.º | Fecha              | Sede                                         | Rival           | Marcador | Resultado | Torneo                              | Ref.  |
| --- | ------------------ | -------------------------------------------- | --------------- | -------- | --------- | ----------------------------------- | ----- |
| 1   | 6 de julio de 2002 | Mount Smart Stadium, Auckland, Nueva Zelanda | Vanuatu         | 2–0      | 2–0       | Copa de las Naciones de la OFC 2002 | [ 2 ] |
| 2   | 8 de julio de 2002 | Mount Smart Stadium, Auckland, Nueva Zelanda | Nueva Caledonia | 1–0      | 11–0      | Copa de las Naciones de la OFC 2002 | [ 3 ] |
| 3   | 8 de julio de 2002 | Mount Smart Stadium, Auckland, Nueva Zelanda | Nueva Caledonia | 6–0      | 11–0      | Copa de las Naciones de la OFC 2002 | [ 3 ] |
| 4   | 8 de julio de 2002 | Mount Smart Stadium, Auckland, Nueva Zelanda | Nueva Caledonia | 7–0      | 11–0      | Copa de las Naciones de la OFC 2002 | [ 3 ] |
| 5   | 8 de julio de 2002 | Mount Smart Stadium, Auckland, Nueva Zelanda | Nueva Caledonia | 8–0      | 11–0      | Copa de las Naciones de la OFC 2002 | [ 3 ] |

### Entrenador
| Periodo   | Club                                  |
| --------- | ------------------------------------- |
| 2007–2008 | Inglewood United (entrenador-jugador) |
| 2015–2017 | Perth Glory U20                       |
| 2015–2020 | Perth Glory W-League                  |

## Logros

### Club
- NSL Championship: 2002–03, 2003–04

### Individual
- Medalla Johnny Warren: 2005–06
- Bota de Oro de la A-League: 2005–06 (8 goles)
- Mejor jugador del Perth Glory: 2000–01, 2001-02, 2003-04, 2005-06
- Futbolista del Año del Perth Glory: 2005–06
- Miembro del año del Perth Glory: 2002–03
- Entrenador del año de la W-League: 2016–17